# ديتر غراو
ديتر غراو (بالإنجليزية: Dieter Grau)‏ هو مهندس وعالم أمريكي، ولد في 24 أبريل 1913 في برلين في ألمانيا، وتوفي في 17 ديسمبر 2014 في هنتسفيل في الولايات المتحدة.